# Европа на суверенните нации
Европа на суверенните нации (ЕСН; на френски: L'Europe des Nations Souveraines; на немски: Europa Souveräner Nationen), наричана още суверенистите, е крайнодясна суверенистка политическа група в Европейския парламент.
Групата е основана на 10 юли 2024 г. като най-малката група в 10-ия европейски парламент. Повече от половината нейни членове са от германската партия „Алтернатива за Германия“ (AfD), която през май 2024 година е изключена от крайнодясната група „Идентичност и демокрация“, след като нейни лидери се опитват да защитят членове на националсоциалистическата паравоенна организация СС. Останалите партии в групата имат само по няколко депутати, като най-много – по трима – имат българската „Възраждане“ и полската „Нова надежда“.

## Основаване
Работата по сформирането на нова група в Европейския парламент започва година преди изборите за Европейски парламент през 2024 г., по инициатива на българската партия „Възраждане“. На 12 април 2024 г. „Възраждане“ организира конференцията „Новите лидери на Европа“, на която се подписва „Софийска декларация“ заедно със словашката „Република“, нидерландската „Форум за демокрация“, унгарското Движение „Нашата родина“, „Алтернатива за Швеция“ и Земеделската животновъдска партия на Гърция. Декларацията предвижда създаването на обща европейска политическа партия. „Чехия на първо място!“ също декларира интереса си към формирането на пацифистка и евроскептична група за подобряване на отношенията с Русия, заедно с партии като „Република“.
Намерението на AfD да участва в сформирането на новата политическа група, става известно малко след изборите, след като партията бива изключена от групата „Идентичност и демокрация“ (ID). На 4 юли 2024 г. чешкият евродепутат Иван Давид (SPD) обявява създаването на политическа група с AfD. След разцепването на френската партия Reconquête, четирима от петимата ѝ членове на ЕП се присъединяват към Европейските консерватори и реформисти, а единственият ѝ останал евродепутат се включва в ЕСН.

## Членове
На учредителното заседание за съпредседатели на парламентарната група са избрани Рене Ауст (AfD) и Станислав Тишка (NN), а заместник-председатели стават Сара Кнафо (Reconquête), Милан Ухрик („Република“) и Станислав Стоянов („Възраждане“).
ЕСН включва евродепутати от осем държави членки, както следва:
| Държава              | Партия | Партия                                                       | Европейска партия | Европейска партия        | Членове на ЕП |
| -------------------- | ------ | ------------------------------------------------------------ | ----------------- | ------------------------ | ------------- |
| България             |        | Възраждане                                                   |                   | Няма                     | 3 / 17        |
| Чехия                |        | Svoboda a přímá demokracie (SPD)                             |                   | Идентичност и демокрация | 1 / 21        |
| Франция              |        | Reconquête (R!)                                              |                   | Няма                     | 1 / 81        |
| Германия             |        | Alternative für Deutschland (AfD)                            |                   | Няма                     | 14 / 96       |
| Литва                |        | Tautos ir teisingumo sąjunga (centristai, tautininkai) (TTS) |                   | Няма                     | 1 / 11        |
| Полша                |        | Nowa Nadzieja (NN)                                           |                   | Няма                     | 3 / 53        |
| Унгария              |        | Mi Hazánk Mozgalom (MHM)                                     |                   | Няма                     | 1 / 21        |
| Словакия             |        | Hnutie Republika                                             |                   | Няма                     | 2 / 14        |
| Европейски парламент | Общо   | Общо                                                         | Общо              | Общо                     | 26 / 720      |